# Setoctena
Setoctena is een geslacht van vlinders uit de familie van de visstaartjes (Nolidae). De wetenschappelijke naam van dit geslacht is voor het eerst geldig gepubliceerd in 1863 door Hans Daniel Johann Wallengren.
Wallengren beschreef tevens de nieuwe soorten Setoctena ledereri en Setoctena stalii uit zuidelijk Afrika.

## Soorten
- S. bothrophora Hampson, 1907
- S. dentula Lederer, 1869
- S. dives Butler, 1898
- S. endoglauca Hampson, 1910
- S. ledereri Wallengren, 1863
- S. piperitella Strand, 1909
- S. polla Schaus, 1903
- S. stalii Wallengren, 1863